# 香港道教聯合會圓玄學院第一中學
香港道教聯合會圓玄學院第一中學（英語：HKTA The Yuen Yuen Institute No. 1 Secondary School，簡稱圓玄一中、YY1），為香港道教聯合會興辦的第一所中學，並由圓玄學院捐資建校，成立於1979年，至今已有46年歷史。學校位於葵青區，是一所津貼男女文法中學。

## 校政管理

### 校監、榮譽校董及法團校董會
| 校監 |
| --- |
| 鄧錦雄博士（榮譽勳章）                                                                                   |
| 校長 |
| 簡偉鴻先生                                                                                               |
| 校董 |
| 辦學團體校董 趙耀年先生（榮譽勳章 太平紳士）、蔡小勇先生、陳承志先生、尤漢基博士、朱活民先生、文靜芬女士 |
| 榮譽校董 陳國超博士（銅紫荊星章 榮譽勳章 太平紳士)、湯修齊先生（榮譽勳章 太平紳士）及陳承邦先生          |
| 獨立校董 張永德醫生                                                                                      |
| 校長校董 簡偉鴻先生                                                                                      |
| 教員校董及替代教員校董 伍嘉偉先生、廖慧敏女士                                                            |
| 家長校董及替代家長校董 黃耀忠先生、陳陳詩欣女士                                                          |

### 歷任校監
- 1979年至2002年：湯國華 先生
- 2002年至2007年：湯偉奇 先生
- 2007年至今：鄧錦雄 博士

### 歷任校長
- 1979年至2009年：尤漢基 博士
- 2009年至2018年：文靜芬 女士
- 2018年至今：簡偉鴻 先生

## 辦學宗旨
學校秉承母會「以道為宗，以德為化，以修為教，以仁為育」*的辦學宗旨，推行「道化教育」，並以「明道立德」為校訓，透過品德和學業兼備的全人教育，使學生在德、智、體、群、美各方面都得到全面發展。
| * 概念淺釋 － 以道為宗（自然為本 尊道貴生 順性化育 發展潛能） 以德為化（端正行為 培養品德 三寶九美 薰陶心性） 以修為教（專業發展 修養心靈 言傳身教 自強不息） 以仁為育（關愛盡心 化雨春風 因材施教 安身立命） |

## 發展方向

### 聯課活動
為鼓勵學生善用課餘時間，參與有益身心的活動，以發展多元潛能，實現全人教育，該校開辦的學會活動及興趣班種類繁多，除籃球、足球、排球等球類小組外，更設有劍擊隊、跆拳道隊、武術隊、舞蹈組及躲避盤隊等，並於2023-2024學年開設欖球隊。
此外，該校每年都舉辦足球、籃球、Rummikub魔力橋數學棋的小學邀請賽，與區內外小學保持友好合作關係。

### 創科藝術 (STEAM跨科課程發展)
STEAM屬一門綜合教學方法，結合科學、科技、工程、藝術和數學，透過整合性思維讓學生體會學習的樂趣和意義。該校多年前已將初中電腦科和設計與科技合併作綜合科技科；由2013-14學年起以綜合科技為核心，連結八大學習領域在不同年級發展出多套主題式跨科協作課程，緊密連繫各學科知識與現實生活情境。
該校師生於STEAM上的成就屢獲外界肯定。學校連續數年奪得教育局「電子學習應用獎勵計劃」的金獎、銀獎及最佳課堂設計獎，以及香港大學「國際傑出電子教學獎」學校組別教學金、銀、銅獎及多個優異獎，其中3名教師更於2018年以主題「以科技教育為本，推動跨科協作」獲頒「行政長官卓越教學獎2017/2018」和「卓越教學獎（科技教育學習領域）」。

### 語文發展
學校重視培養學生兩文三語的能力。在課堂內，英文科、中文科及普通話科採用分組小班上課，按學生的能力全面因材施教。2022-23學年，更於中一級推行Language Arts課堂，透過結合英文拼音、閱讀及話劇的教學活動提升學生英文水平。此外，該校推行跨課程英語教學，在個別科目滲入英語學習元素，增加學生學習英文的機會。
課堂以外，該校透過不同活動營造語境，提升學生的語文能力，如舉辦中國語文及文化周暨普通話日、English Festival、寫作班；校園電視台邀請學生用英語主持節目；並鼓勵學生參加參加中、英文及普通話朗誦節、說故事比賽、閱讀報告比賽、寫作比賽等，又為學生報考專業水平考試，如GAPSK中小學普通話水平考試，以拓闊學生視野、發掘學生的語文潛能。

### 關愛校園
學校致力提倡關愛文化，由建立密切融洽的師生關係、友愛互助的同儕關係作起點，營造關愛和諧的校園文化，培育學生愛己及人、仁人愛物的精神。
除了推行德育及公民教育課程，讓學生實踐良好的生活態度和行為外，更每年籌辦「做個有品一中人」及「『正』是一中人」計畫，鼓勵學生於校園實踐正向教育。

### 中華文化
學校致力增強學生對祖國、國民身分和中華優秀傳統文化的認同，不論校內聚會或各式慶典均舉行莊嚴的升國旗儀式。除中國語文科的課程內容外，學校亦會透過透過中國語文及文化周等活動，加深學生對中國文化的認識。
踏入2023年，隨著新冠疫情減退，學校安排學生前往內地的交流，考察活動亦陸續復辦，讓學生親身感受國家發展如何迅速，建立民族自豪感。

## 課程結構 (2023/2024學年)

### 初中
中國語文、普通話、英國語文、數學、中國歷史、宗教倫理、家政、體育、音樂、綜合科學、視覺藝術、歷史、地理、生活與社會、綜合科技

### 高中

#### 必修科目
中國語文、英國語文、數學、公民與社會發展、宗教倫理、體育

#### 選修科目組合
中國歷史、物理、化學、生物、企業、會計與財務概論、資訊及通訊科技、數學延伸部分單元二、地理、歷史、經濟、健康管理與社會關懷、旅遊與款待、視覺藝術、體育、應用學習課程

## 環境設施
學校位於葵涌和宜合道，周邊社區設施完善。校方致力設置各項特色設施，盡力營造理想之學習環境及校園氛圍。

#### 體適能訓練中心
- 體適能訓練中心於2020年落成。中心設有專業劍擊賽道及不同類型的訓練器材，為學校日常的體育課，以及劍擊隊提供合適的訓練場地。同時，學校參加由教育局及民政事務局合作推行的「開放學校設施推動體育發展計畫」，並與香港劍擊總會 （页面存档备份，存于）的屬會合作，主動為社區提供專業的劍擊運動訓練場地，推廣劍擊運動。

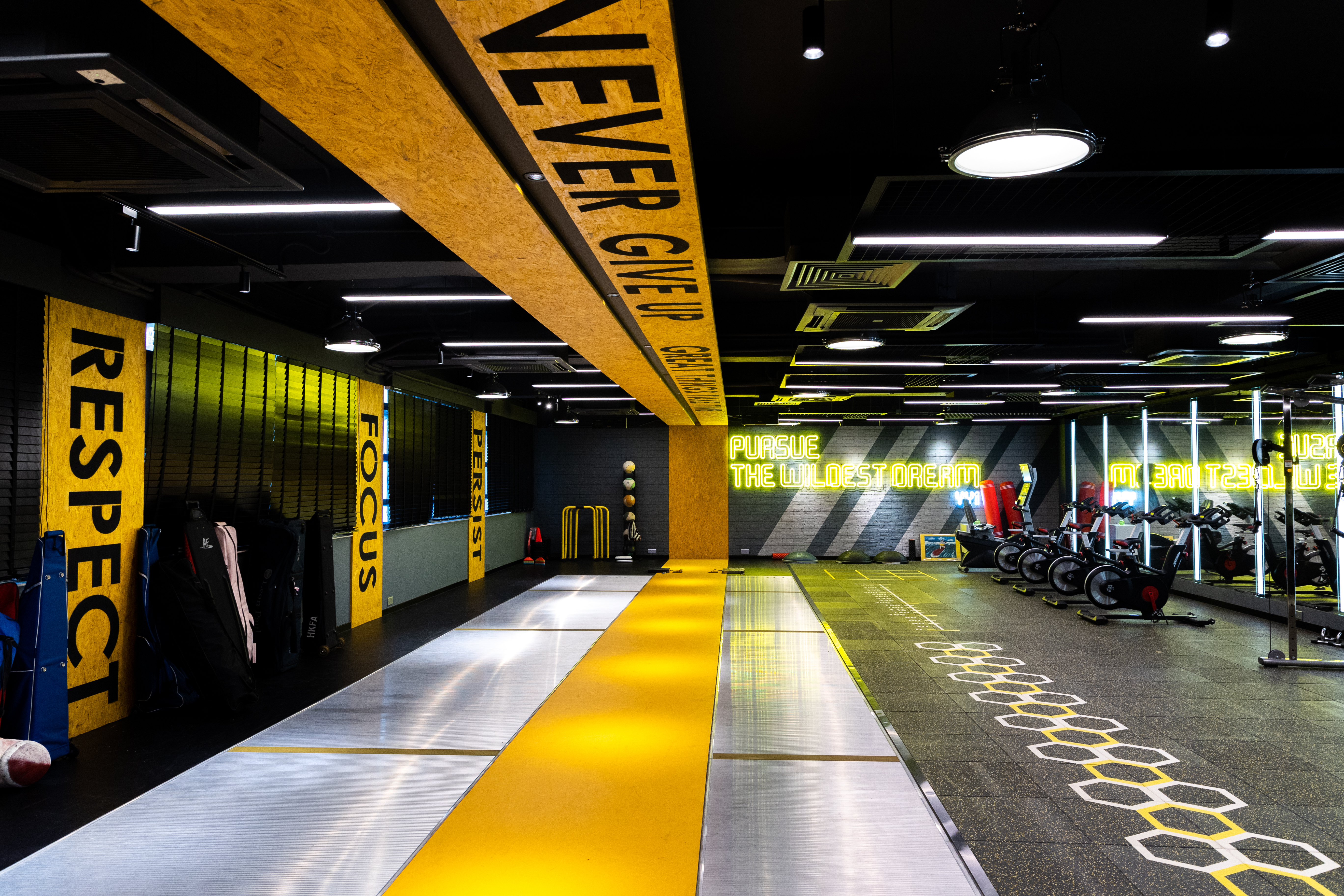
體適能訓練中心

#### 藝術及科技創意中心（STEAM ROOM）

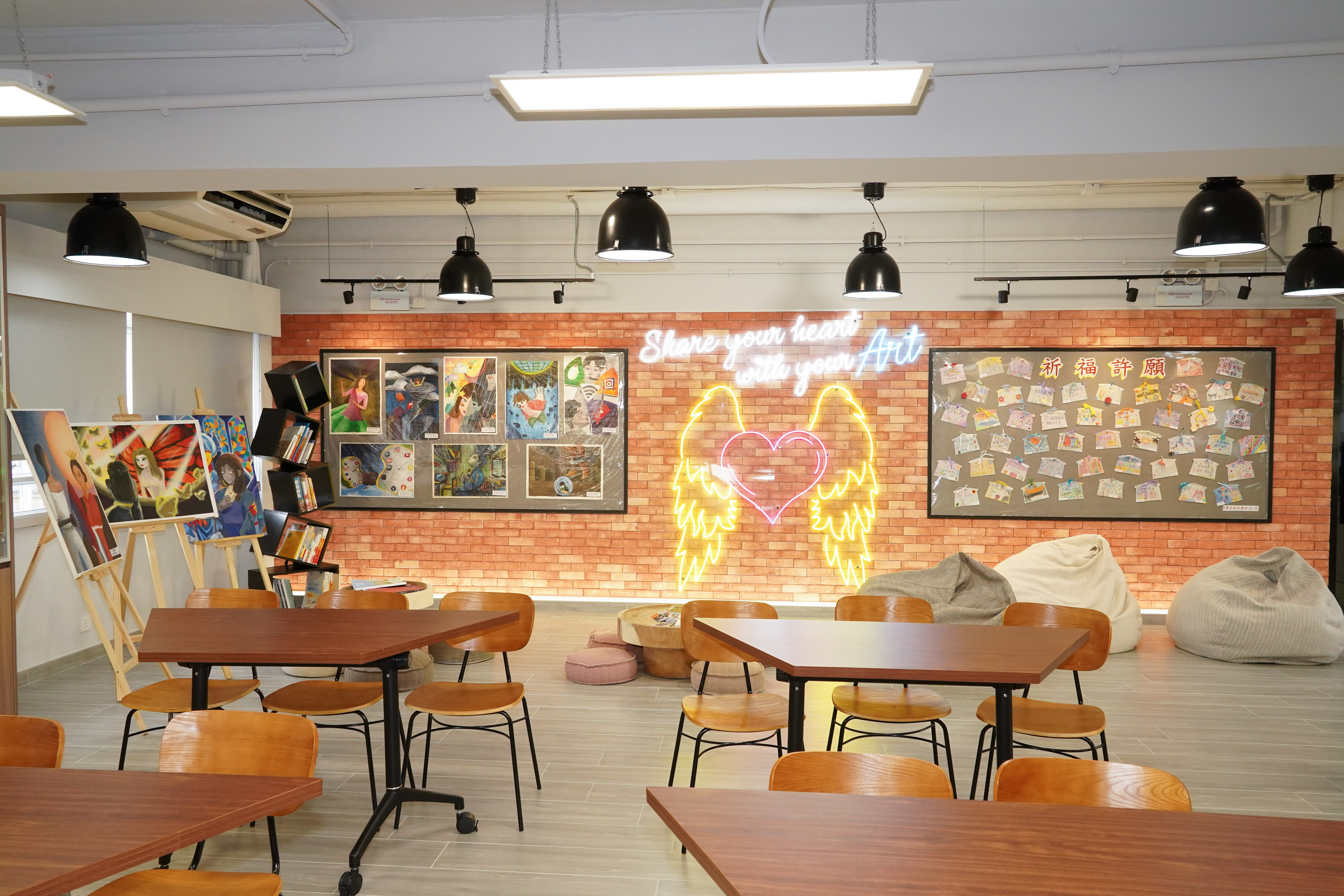
藝術創意中心

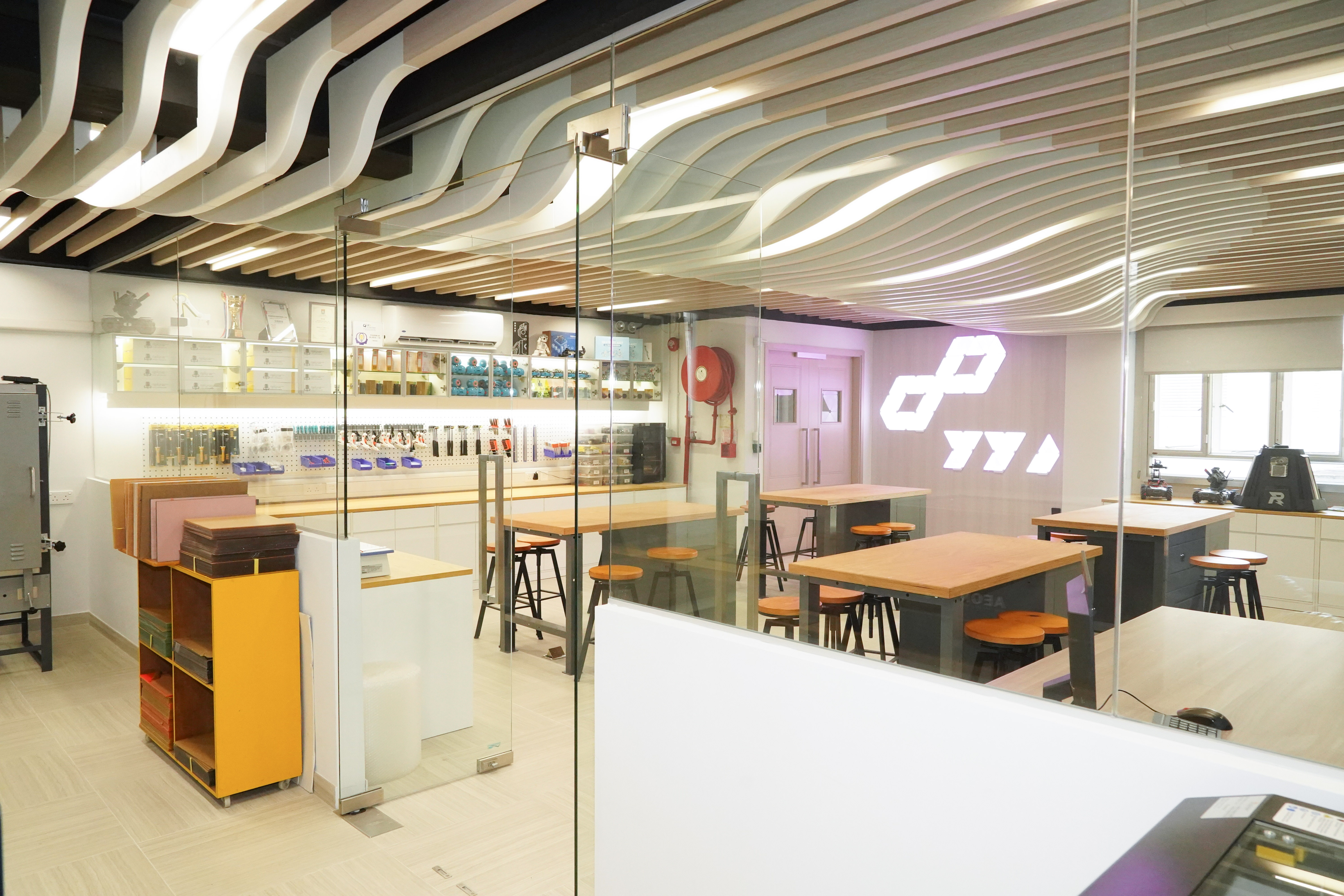
科技創意中心

於2022年設立藝術創意中心及科技創意中心。

#### 會議室暨校史館
會議室暨校史館存放學校開校以來的重要文物，傳承學校歷年來的育人事跡。

#### OneSpace一語之間及OneSports Centre
於地下高層（UG）加建OneSpace一語之間及OneSports Centre，供師生使用。

#### 禮堂
成功向教育局申請撥款，完成禮堂的地板重鋪工程，此乃創校以來首次為全面更新地板，令禮堂的外觀煥然一新，更具時代氣息，讓師生在嶄新的環境下參與大型活動。

#### 語文自學中心
為推動學生自主學習，學校特設語文自學中心，提升學生的溝通技巧和讀寫能力，營造濃厚的學習氣氛。中心內的英語角及普通話角為師生締造良好的語言學習環境；而設備完善的智能教室則讓學生能在多元互動的模式下學習。

#### 天台農圃
學校重視綠化及環保教育，於2015年參加由香港浸會大學有機資源中心 （页面存档备份，存于）舉辦的「都市有機耕種校園天台農圃領袖訓練計畫」，並在學校天台興建農圃，讓學生認識有機耕種的好處，加強環保意識。自此，天台成為校園的一角綠洲，並不時有作物收穫。

## 學校歷史
香港道教聯合會於1979年開辦轄下首間中文中學，定名為香港道教聯合會圓玄學院第一中學。學校學生於創校初期因校舍工程尚未完成，所以暫借位於葵盛邨第十九座的香港道教鄧顯紀念學校上課。至1982年才在現址上學，同年10月21日為學校開幕禮暨學校開放日，由教育署署長許瑜主持揭幕，隨後兩天舉行開放日。
隨著教育局推倡香港學校與中國內地學校進行交流的計劃，香港道教聯合會圓玄學院第一中學於2010年聯同香港道教聯合會圓玄學院第二中學及香港道教聯合會圓玄學院第三中學，與廣州市花都區圓玄中學，於11月12日參與廣州市花都區圓玄中學舉行「締結友好姊妹學校典禮」，四校校長簽署備忘錄及意向書後，正式確立友好合作關係，開展四校的學術交流活動。2017年，該校的男子足球隊在11月22日參加由香港學界體育聯會葵青區中學分會舉辦的「2017/18學年學界甲乙組足球比賽」，最終獲得第一組別冠軍，同時獲得學界精英賽的資格。及後於2018年，學校有3名教師參與獲頒教育局「行政長官卓越教學獎2017/2018」「卓越教學獎（科技教育學習領域）」。
會議室暨校史館外的增設校史長廊，向學生娓娓敘述創校至今的歷史﹕

### 1979
- 校舍工程未完成，暫借座落於葵盛的鄧顯紀念學校上課。9月3日開課，因空間所限，只可於下午上課。共有6班中一。學生252人，教師8人，湯國華先生擔任校監，陳呂重德夫人擔任校董、尤漢基博士擔任校長。
- 採用文法中學課程，學生須修讀中文、英文、數學、綜合科學、中史、地理、歷史、經濟及公共事務、美術設計、體育各科。
- 逢星期六舉行課外活動，有交通安全隊、國樂團等，「明」、「道」、「立」、「德」四社亦會進行社際活動，計有拔河、乒乓球、籃球等。

### 1982
- 開辦中四級，共24班。學生951人，教師共35人。
- 中四級除開設文、理組外，還設有商科組，又開設電腦科。該校購置TRS-80微電腦多部供學生使用。
- 活動主任梁贊榮先生調升圓玄小學下午校校長。
- 1982年10月21日為該校開幕禮暨開放日，由時任教育署署長許瑜太平紳士主持揭幕。10月22、23日舉行開放日，參觀者絡繹不絕。

### 1985
- 開辦中七級。中一至中三每級6班；中四至中五每級4班；中六至中七每級兩班，合共30班。學生1162人，教師48人。
- 增辦設計及工藝會考課程。
- 中文及英文學會聯合出版首份學生刊物《絃緒》。
- 中七級學生首次參加高級程度會考。
- 首年有預科生考入大學，其中鄺建偉及湯永賢更以優良成績入讀大學課程。
- 國務院宗教事務局局長任務之先生率團來校參觀訪問。

### 1989
- 開設中一級至中七級共30班。學生共1113人。
- 中一級增設普通話科，中一及中二級增設電腦科。
- 訓導組實施級主任制，並推行學生操行紀錄電腦化計畫，定期印發學生操行紀錄。
- 十周年校慶，蒙總校監湯國華先生蒞臨主禮，隨即舉行為期兩天的開放日。

### 1992
- 採用平衡班制，全校共29班。學生超過1000人。
- 6月正式成立「家長教師會」，第一屆會員大會於10月舉行，幹事經由選舉產生。
- 為配合「學校管理新措施」計畫，校長、教師代表和家長代表加入校董會。首屆教師代表為關意珍副校長；家長代表為家教會主席李肖崧女士。

### 1995
- 校舍加建新翼工程開始動土。

### 1999
- 二十周年校慶，由行政會議成員王䓪鳴博士及教育署高級助理署長莊國傑先生主禮。
- 已完成網絡管道、節點和伺服器室的建設工程。建立了以LINUX為運行系統的內聯網。
- 多媒體學習中心於6月底落成，可供43人一起學習。
- 獲香港藝術發展局資助出版《荳芽集》。
- 文靜芬老師接任副校長一職。

### 2001
- 湯偉奇校董致力推動教育事務，特設立「湯偉奇伉儷獎助學金」，每年頒贈十萬港元予該校兩名成績優異並升讀大學的學生。
- 首次舉辦「全方位學習日」，讓學生從參觀及野外考察中，把課堂所學的知識與真實環境結合。
- 增設課程專責小組，由校長帶領，擬定未來五年的課程發展計畫，為教育改革中八大學習領域的課程整合做好準備。

### 2002
- 湯偉奇先生擔任該校校監。
- 推行「成長新動力計畫」，為中一級安排由衛生署舉辦的課程，提升學生面對逆境的能力。
- 宗教倫理科試教新課程，透過有系統和以學生為本的教材，以靈活的教學方法，讓學生從生活中認識傳統宗教和倫理價值。
- 教育統籌局質素保證科到校視學，特別欣賞學校於自評方面的發展。

### 2008
- 與香港聖公會麥理浩夫人中心成立「圓玄一中長者學苑」，為學生提供機會服務長者，同時配合翌年新高中學制「其他學習經歷」的需要。
- 「迎接校慶三十周年啟動禮」於11月20日的早會舉行，標誌校慶的大日子已進入倒數階段，其中發放花炮成為啟動禮的高潮，主禮人為尤漢基校長、文靜芬副校長、黃錦華副校長、學生會主席林晉生同學、副主席伍錦旋同學等。
- 於結業頒獎典禮上，全校師生特地為快將榮休的尤漢基校長舉辦了隆重的歡送會，並邀請家長及校友參與其中，一起向尤校長致意。

### 2009
- 尤漢基校長於9月1日正式榮休，完成了為該校服務三十載的教育使命，並由服務該校多年，熟悉學校運作，勇於承擔的文靜芬副校長繼任校長一職。
- 本年度正式推行新高中課程。中四級增至5班，學生可選兩至三個選修科；上課時間表改為雙星期十日制，每天上課七節，每節45分鐘。
- 為迎接三十周年校慶，除舉辦開放日外，亦於11月20日假荃灣悅來酒店舉行「三十周年聯歡晚宴」，讓眾師生聚首一堂。
- 為迎接新高中課程，該校安排了20位中四學生參加「應用學習」課程試點計畫，逢星期六上課。

### 2013
- 鄧錦雄博士擔任該校校監。
- 綜合科技科與資訊及通訊科技科跨科合作，推展行動學習（Mobile Learning），學生使用平板電腦及應用程式於學校及社區內進行學習活動。
- 劍擊隊參加「新界地域中學校際劍擊比賽」，分別奪得個人男子乙組及團體男子組重劍季軍。
- 文靜芬校長帶領師生進行迎接學校35周年校慶儀式，慶祝活動亦隨即開始。

### 2014
- 舉行三十五周年校慶及開放日，場面熱鬧，廣受外界人士、家長、學生和校友歡迎。
- 獲考評局頒發「優質評核管理認證(QAMAS)」，肯定了該校在考評管理上的質素。
- 舉辦「圓玄一中三十五周年校慶盃」劍擊比賽，藉以提高青少年對劍擊運動的興趣，共有二十多所中小學參加。
- 劍擊隊參加「新界地域中學校際劍擊比賽」，分別奪得男子丙組個人重劍亞軍、男子甲組個人重劍季軍及男子組重劍團體亞軍。
- 中三級電子學習試驗計畫課程獲教育局頒發「電子學習應用獎勵計畫」銀獎。
- 學校籃球隊參加學界籃球比賽，榮獲男子甲組冠軍殊榮。

### 2015
- 獲香港大學電子學習發展實驗室頒發「國際傑出電子教學獎」學校組別金獎。
- 中五級學生甘俊豪獲選為香港劍擊代表隊隊員，代表香港出戰中東及法國舉行的「2016亞洲青少年劍擊錦標賽」及「2016年世界青少年劍擊錦標賽」重劍項目。
- 學生輔導主任馬欣欣老師獲校友提名，獲選為香港教育專業人員協會司徒華教育基金創辦的第四屆「好學生・好老師」表揚計畫的得獎者。
- 資訊科技教育組及綜合科技科首次舉辦「IT Running Kids」活動，讓中一學生能透過活動掌握基本的資訊科技能力。
- 與蘇格蘭Royal High School 締結姊妹學校。

### 2017
- 簡偉鴻副校長、李彬老師及郭俊廷老師在科技教育學習領域上有傑出的表現，榮獲「行政長官卓越教學獎」。
- 男子足球隊參加學界足球比賽男子甲乙組賽事，首登D1足球比賽冠軍寶座，並首次躋身學界全港足球精英賽。
- 中五級學生楊均培獲選為香港劍擊代表隊隊員，代表香港出戰「2018年亞洲青少年劍擊錦標賽」重劍項目。

### 2018
- 文靜芬校長於9月1日榮休，完成了為該校服務三十六載的教育使命，並由簡偉鴻副校長繼任校長一職。
- 師生參與「第21屆香港青少年科技創新大賽」，獲大會頒發「優秀STEM學校獎」及「優秀STEM教師獎」。
- 學生參與「創意思維世界賽（香港區賽）2019」勇奪創意大獎，並代表香港遠赴美國出戰世界賽。
- 尹世澤老師榮獲香港電腦教育學會頒發「傑出 IT 教師獎」。

### 2020
- 為配合課程發展，初中多個科目調整課時比例，中一及中二級重新開辦地理科及歷史科，視覺藝術科的課時亦有所增加。
- 樓高九層的升降機大樓於9月30日正式啟用，為師生提供無障礙的學習環境。
- 校友江浩榗設立獎助學金，並推行「永遠創不停 伴您闖前程」Kool培育計畫，鼓勵師弟妹努力向上，力爭上游。
- 體適能訓練中心落成。中心內設有專業劍擊賽道及不同類型的訓練器材，供學生訓練及鞏固體育知識。
- 會議室暨校史館工程展開，為展示及傳承該校歷年來的育人事跡及人物精神邁開重要一步。
- 學生顏子涵獲選為「第三十一屆荃葵青區傑出學生選舉」荃葵青傑出學生。

### 2021
- 舉辦「跨越四十 校園新設施」啟動典禮，以示體適能訓練中心、會議室暨校史館及升降機大樓等新設施正式落成啟用。啟動典禮榮幸邀得香港體育學院主席林大輝博士 SBS 太平紳士，和葵青民政事務專員鄭健先生蒞臨主禮。
- 該校劍擊隊學生代表香港遠赴烏茲別克首都塔什干參加「亞洲青少年劍擊錦標賽 （页面存档备份，存于）」。學生曾潤田於青年組男子重劍團體賽中勇奪金牌，而學生楊紫影亦於少年組女子重劍團體賽中榮獲銅牌，為香港爭光。
- 學生容彩橋分別於「荃葵青優秀學生選舉 2021」及「新界區傑出學生選舉 2021」榮獲高中組優勝獎及高中組新界區優秀學生。
- 該校首辦「第一屆荃灣葵青區中小學微型小說比賽創作大賽」並邀請小說作家唐希文小姐親臨分享創作心得。

### 2022
- 舉辦「校園新設施啟動典禮」，標誌著新設施「藝術及科技創意中心」正式落成啟用。啟動典禮榮幸邀得圓玄學院副主席湯修齊 MH 太平紳士蒞臨主禮，及多位嘉賓應邀光臨，見證盛事。
- 該校劍擊隊於「新界地域中學校際劍擊比賽 2022—23」重劍項目中奪 3 冠 1 亞 3 季佳績。
- 該校學生成功進入「F1 in Schools」香港區決賽 10 強。
- 該校於「香港義工獎 2022」榮獲得「愛心學校」獎。
- 該校學生參加「趁墟做老闆」2023 展銷會，榮獲「最具商業潛力獎」及「最喜愛攤位」亞軍。
- 學生簡朗軒憑著在劍擊運動的卓越成績，榮獲本年度「屈臣氏集團香港學生運動員獎」。

## 著名/傑出校友
- 尹兆堅（預科）：前香港立法會議員、葵青區議會議員、民主黨副主席及支聯會常委
- 鍾小梅（1984年中五）：香港中文大學藝術行政主任辦公室藝術行政主任及邵逸夫堂經理、香港藝術行政人員協會名譽秘書[3]
- 劉文建（1987年中五）：「九方Q9中文輸入系統」發明及開發者之一，1999年香港十大傑出數碼青年得獎者[4][3]
- 馮靜儀（1986年中五）：香港道教聯合會圓玄學院石圍角小學副校長[3]
- 江浩榗（前名江學仁）（1989年中五）：高明利（Kool）行政總裁，「香港青年工業家」（2018）得獎者[3]
- 彭家強（1995年中五）：前圓玄學院妙法寺內明陳呂重德紀念中學校長[5]
- 梁廣輝（1998年中五）：香港中華出入口商會潮家宴總廚、前北京盤古七星酒店副行政總廚， 香港麗新集團唐人館行政總廚及美國佛羅里達州邁阿密市會所行政總廚[6]
- 蔡志聰（2001年中五）：香港藝術家、2007年分國際性「W3奬」網頁錄像類別銀奬和「香港設計師協會奬」新媒體類別優異奬得主、cccdi ltd.（三斯迪亞）首席顧問兼常務總監[6]
- 彭建威（2002年中五）：2013年世界小丑錦標賽四強參賽者、2006年全港技巧體操比賽冠軍、2013年世界小丑錦標賽花面小丑造型季軍及演繹比賽團體賽亞軍[6]
- 吳冰（2014年中六）：香港YouTuber、演員[7]
- 何佩（2014年中六）：香港YouTuber、全民造星IV參賽者
- 楊均培（2019年中六）：現役香港男子擊劍（重劍）運動員[1][8]
- 甘俊豪：現役香港男子擊劍（重劍）運動員[1][9]
- 曹啟謙：香港配音員
- 黃煒林：前香港演員，現為歌唱老師
- 林昆樂：全民造星V 30強參賽者、MakerVille合約男藝人

## 外部連結
- 香港道教聯合會圓玄學院第一中學 （页面存档备份，存于）
- 香港道教聯合會圓玄學院第一中學校友會 （页面存档备份，存于）
- 學校宣傳短片 （页面存档备份，存于）
- YY1 YouTube Channel （页面存档备份，存于）
- 傅媒報導 （页面存档备份，存于）
- 中學概覽2023/2024香港道教聯合會圓玄學院第一中學 HKTA The Yuen Yuen Institute No. 1 Secondary School （页面存档备份，存于）